# Vincitori del premio Nobel per la fisica
Segue un elenco dei vincitori del Premio Nobel per la fisica, uno dei cinque premi istituiti da Alfred Nobel. Il Premio viene assegnato annualmente dall'Accademia Reale Svedese delle Scienze. La premiazione annuale avviene a Stoccolma il 10 dicembre, l'anniversario della morte di Nobel. Il vincitore riceve una medaglia, un diploma, e un premio monetario che è variato nel corso degli anni.

## Elenco dei vincitori
| Anno | Ritratto | Premiati                               | Nazionalità                  | Motivazione |
| ---- | -------- | -------------------------------------- | ---------------------------- | --- |
| 1901 |          | Wilhelm Conrad Röntgen                 | Germania                     | “in riconoscimento dello straordinario servizio reso per la scoperta delle importanti radiazioni che in seguito presero il suo nome” (raggi X) |
| 1902 |          | Hendrik Lorentz                        | Paesi Bassi                  | “in riconoscimento dello straordinario servizio reso con le loro ricerche sull'influenza del magnetismo sui fenomeni di emissione della luce” (effetto Zeeman) |
| 1902 |          | Pieter Zeeman                          | Paesi Bassi                  | “in riconoscimento dello straordinario servizio reso con le loro ricerche sull'influenza del magnetismo sui fenomeni di emissione della luce” (effetto Zeeman) |
| 1903 |          | Antoine Henri Becquerel                | Francia                      | “in riconoscimento degli straordinari servizi che ha reso con la sua scoperta della radioattività spontanea" |
| 1903 |          | Pierre Curie                           | Francia                      | “in riconoscimento dei servizi straordinari che essi hanno reso nella loro ricerca congiunta sui fenomeni radioattivi scoperti dal professor Henri Becquerel” |
| 1903 |          | Marie Curie                            | Polonia / Francia            | “in riconoscimento dei servizi straordinari che essi hanno reso nella loro ricerca congiunta sui fenomeni radioattivi scoperti dal professor Henri Becquerel” |
| 1904 |          | John William Strutt Rayleigh           | Regno Unito                  | “per le sue indagini sulla densità dei più importanti gas e per la sua scoperta dell'argon, in connessione con questi studi” |
| 1905 |          | Philipp von Lenard                     | Germania                     | “per le sue ricerche sui raggi catodici” |
| 1906 |          | Joseph John Thomson                    | Regno Unito                  | “in riconoscimento dei grandi meriti delle sue indagini teoriche e sperimentali sulla conduzione di energia elettrica dei gas” |
| 1907 |          | Albert Abraham Michelson               | Germania / Stati Uniti       | “per i suoi strumenti ottici di precisione e per le indagini spettroscopiche e metrologiche effettuate con il loro aiuto” (esperimento di Michelson-Morley) |
| 1908 |          | Gabriel Lippmann                       | Lussemburgo / Francia        | “per il suo metodo di riprodurre i colori fotograficamente basato sul fenomeno dell'interferenza” |
| 1909 |          | Guglielmo Marconi                      | Italia                       | “in riconoscimento del loro contributo allo sviluppo della telegrafia senza fili” |
| 1909 |          | Karl Ferdinand Braun                   | Germania                     | “in riconoscimento del loro contributo allo sviluppo della telegrafia senza fili” |
| 1910 |          | Johannes Diderik van der Waals         | Paesi Bassi                  | “per il suo lavoro sull'equazione di stato per i gas e i liquidi” (Forza di van der Waals) |
| 1911 |          | Wilhelm Wien                           | Germania                     | “per le sue scoperte riguardanti le leggi che regolano la radiazione di calore” |
| 1912 |          | Nils Gustaf Dalén                      | Svezia                       | “per la sua invenzione di regolatori automatici da utilizzare in combinazione con accumulatori di gas per l'illuminazione di fari e boe” |
| 1913 |          | Heike Kamerlingh-Onnes                 | Paesi Bassi                  | “per le sue indagini sulle proprietà della materia a basse temperature che ha portato, tra l'altro, alla produzione di elio liquido” |
| 1914 |          | Max von Laue                           | Germania                     | “per la sua scoperta della diffrazione dei raggi X da cristalli” |
| 1915 |          | William Henry Bragg                    | Regno Unito                  | “per il loro servizio reso nell'analisi della struttura cristallina per mezzo dei raggi X” (Legge di Bragg e determinazione della struttura di NaCl, ZnS e del diamante) |
| 1915 |          | William Lawrence Bragg                 | Australia / Regno Unito      | “per il loro servizio reso nell'analisi della struttura cristallina per mezzo dei raggi X” (Legge di Bragg e determinazione della struttura di NaCl, ZnS e del diamante) |
| 1916 |          | non è stato assegnato                  |                              | |
| 1917 |          | Charles Glover Barkla                  | Regno Unito                  | “per la sua scoperta della caratteristica radiazione X degli elementi” |
| 1918 |          | Max Karl Ernst Ludwig Planck           | Germania                     | “in riconoscimento dei suoi servizi resi per il progresso della Fisica con la sua scoperta della quantizzazione dell'energia” (costante di Planck) |
| 1919 |          | Johannes Stark                         | Germania                     | “per la sua scoperta dell'effetto Doppler nei raggi canale e la separazione delle linee spettrali nei campi elettrici” (Effetto Stark-Lo Surdo) |
| 1920 |          | Charles Edouard Guillaume              | Svizzera / Francia           | “in riconoscimento del servizio reso alle misure di precisione in Fisica con la sua scoperta delle anomalie nelle leghe di acciaio e nichel” (in particolare, l'invar e l'elinvar) |
| 1921 |          | Albert Einstein                        | Germania / Svizzera          | “per i suoi servizi alla Fisica Teorica, e in particolare per la sua scoperta della legge dell'effetto fotoelettrico” (assegnato in realtà nel 1922 con data 1921, anno in cui non fu attribuito a nessuno) |
| 1922 |          | Niels Henrik David Bohr                | Danimarca                    | “per i suoi servizi nelle indagini sulla struttura degli atomi e delle radiazioni da loro provenienti” |
| 1923 |          | Robert Andrews Millikan                | Stati Uniti                  | “per il suo lavoro sulla carica elementare di elettricità e sull'effetto fotoelettrico” |
| 1924 |          | Karl Manne Georg Siegbahn              | Svezia                       | “per le sue scoperte e la ricerca nel campo della spettroscopia a raggi X” |
| 1925 |          | James Franck                           | Germania                     | “per la loro scoperta delle leggi che regolano l'impatto di un elettrone su un atomo” (Esperimento di Franck-Hertz) |
| 1925 |          | Gustav Ludwig Hertz                    | Germania                     | “per la loro scoperta delle leggi che regolano l'impatto di un elettrone su un atomo” (Esperimento di Franck-Hertz) |
| 1926 |          | Jean Baptiste Perrin                   | Francia                      | “per il suo lavoro sulla struttura discontinua della materia, e specialmente per la sua scoperta dell'equilibrio di sedimentazione” |
| 1927 |          | Arthur Holly Compton                   | Stati Uniti                  | “per la sua scoperta e l'interpretazione dell'effetto chiamato con il suo nome” (effetto Compton) |
| 1927 |          | Charles Thomson Rees Wilson            | Scozia / Regno Unito         | “per il suo metodo di rendere visibile i percorsi di particelle elettricamente cariche attraverso la condensazione del vapore” (camera a nebbia) |
| 1928 |          | Owen Willans Richardson                | Regno Unito                  | “per il suo lavoro sul fenomeno termoionico e in particolare per la scoperta della legge che porta il suo nome” |
| 1929 |          | Louis-Victor Pierre Raymond de Broglie | Francia                      | “per la sua scoperta della natura ondulatoria dell'elettrone” (Ipotesi di de Broglie) |
| 1930 |          | Chandrasekhara Venkata Raman           | India Britannica             | “per i suoi studi sulla diffusione della luce e per la scoperta dell'effetto che da lui prende il nome” |
| 1931 |          | non è stato assegnato                  |                              | |
| 1932 |          | Werner Karl Heisenberg                 | Germania                     | “per la creazione della meccanica quantistica, la cui applicazione, tra l'altro, ha portato alla scoperta delle forme allotropiche di idrogeno” |
| 1933 |          | Erwin Schrödinger                      | Austria                      | “per la scoperta di nuove forme produttive di teoria atomica” (equazione di Schrödinger ed equazione di Dirac) |
| 1933 |          | Paul Adrien Maurice Dirac              | Regno Unito                  | “per la scoperta di nuove forme produttive di teoria atomica” (equazione di Schrödinger ed equazione di Dirac) |
| 1934 |          | non è stato assegnato                  |                              | |
| 1935 |          | James Chadwick                         | Regno Unito                  | “per la scoperta del neutrone” |
| 1936 |          | Victor Franz Hess                      | Austria                      | “per la sua scoperta della radiazione cosmica” |
| 1936 |          | Carl David Anderson                    | Stati Uniti                  | “per la sua scoperta del positrone” |
| 1937 |          | Clinton Joseph Davisson                | Stati Uniti                  | “per la loro scoperta sperimentale della diffrazione degli elettroni da cristalli” (dualismo onda-particella) |
| 1937 |          | George Paget Thomson                   | Regno Unito                  | “per la loro scoperta sperimentale della diffrazione degli elettroni da cristalli” (dualismo onda-particella) |
| 1938 |          | Enrico Fermi                           | Italia                       | “per la sua dimostrazione dell'esistenza di nuovi elementi radioattivi prodotti da irraggiamento neutronico, e per la relativa scoperta delle reazioni nucleari indotte da neutroni lenti” |
| 1939 |          | Ernest Orlando Lawrence                | Stati Uniti                  | “per l'invenzione e lo sviluppo del ciclotrone e per i risultati ottenuti con esso, in particolare per quanto riguarda gli elementi radioattivi artificiali” |
| 1940 |          | non è stato assegnato                  |                              | |
| 1941 |          | non è stato assegnato                  |                              | |
| 1942 |          | non è stato assegnato                  |                              | |
| 1943 |          | Otto Stern                             | Stati Uniti / Germania       | “per il suo contributo allo sviluppo del metodo del raggio molecolare e la sua scoperta del momento magnetico del protone” |
| 1944 |          | Isidor Isaac Rabi                      | Austria / Stati Uniti        | “per il suo metodo della risonanza per la registrazione delle proprietà magnetiche dei nuclei atomici” |
| 1945 |          | Wolfgang Ernst Pauli                   | Austria                      | “per la scoperta del Principio di esclusione, detto anche il principio di Pauli” |
| 1946 |          | Percy Williams Bridgman                | Stati Uniti                  | “per l'invenzione di un apparecchio per la produzione di pressioni estremamente alte, e per le scoperte fatte nel campo della fisica ad alta pressione” |
| 1947 |          | Edward Victor Appleton                 | Regno Unito                  | “per le sue indagini sulla fisica dell'alta atmosfera e in particolare per la scoperta del cosiddetto strato di Appleton” |
| 1948 |          | Patrick Maynard Stuart Blackett        | Regno Unito                  | “per il suo sviluppo del metodo della camera a nebbia di Wilson, e le sue scoperte nel campo della fisica nucleare e delle radiazioni cosmiche” |
| 1949 |          | Hideki Yukawa                          | Giappone                     | “per la sua previsione circa l'esistenza di mesoni, sulla base di studi teorici sulle forze nucleari” (potenziale di Yukawa) |
| 1950 |          | Cecil Frank Powell                     | Regno Unito                  | “per il suo sviluppo del metodo fotografico di studio dei processi nucleari e le sue scoperte riguardanti i mesoni fatta con questo metodo” |
| 1951 |          | John Douglas Cockcroft                 | Regno Unito                  | “per il loro lavoro pionieristico sulla trasmutazione dei nuclei atomici tramite particelle atomiche accelerate artificialmente” |
| 1951 |          | Ernest Thomas Sinton Walton            | Irlanda                      | “per il loro lavoro pionieristico sulla trasmutazione dei nuclei atomici tramite particelle atomiche accelerate artificialmente” |
| 1952 |          | Felix Bloch                            | Svizzera / Stati Uniti       | “per il loro sviluppo di nuovi metodi per le misurazioni di precessione atomica e le scoperte connesse” |
| 1952 |          | Edward Mills Purcell                   | Stati Uniti                  | “per il loro sviluppo di nuovi metodi per le misurazioni di precessione atomica e le scoperte connesse” |
| 1953 |          | Frits Zernike                          | Paesi Bassi                  | “per la sua dimostrazione del metodo di contrasto di fase, in particolare per l'invenzione del microscopio a contrasto di fase” |
| 1954 |          | Max Born                               | Germania Ovest / Regno Unito | “per la sua ricerca fondamentale nella meccanica quantistica, in particolare per la sua interpretazione statistica della funzione d'onda” |
| 1954 |          | Walther Bothe                          | Germania Ovest               | “per il metodo della coincidenza e le scoperte fatte in quell'ambito” |
| 1955 |          | Willis Eugene Lamb                     | Stati Uniti                  | “per le sue scoperte riguardanti la struttura fine dello spettro di idrogeno” (effetto Lamb) |
| 1955 |          | Polykarp Kusch                         | Germania Ovest / Stati Uniti | “per la sua precisa determinazione del momento magnetico dell'elettrone” |
| 1956 |          | William Bradford Shockley              | Regno Unito / Stati Uniti    | “per le loro ricerche sui semiconduttori e la loro scoperta dell'effetto transistor” |
| 1956 |          | John Bardeen                           | Stati Uniti                  | “per le loro ricerche sui semiconduttori e la loro scoperta dell'effetto transistor” |
| 1956 |          | Walter Houser Brattain                 | Stati Uniti                  | “per le loro ricerche sui semiconduttori e la loro scoperta dell'effetto transistor” |
| 1957 |          | Chen Ning Yang (楊振寧)                | Cina / Stati Uniti           | “per la loro penetrante indagine delle cosiddette leggi di parità, che ha portato a importanti scoperte per quanto riguarda le particelle elementari” |
| 1957 |          | Tsung-Dao Lee (李政道)                 | Cina / Stati Uniti           | “per la loro penetrante indagine delle cosiddette leggi di parità, che ha portato a importanti scoperte per quanto riguarda le particelle elementari” |
| 1958 |          | Pavel Alekseevič Čerenkov              | Unione Sovietica             | “per la scoperta e l'interpretazione dell'effetto Čerenkov” |
| 1958 |          | Il'ia Frank                            | Unione Sovietica             | “per la scoperta e l'interpretazione dell'effetto Čerenkov” |
| 1958 |          | Igor Yevgenyevich Tamm                 | Unione Sovietica             | “per la scoperta e l'interpretazione dell'effetto Čerenkov” |
| 1959 |          | Emilio Gino Segrè                      | Italia                       | “per la loro scoperta dell'antiprotone” |
| 1959 |          | Owen Chamberlain                       | Regno Unito / Stati Uniti    | “per la loro scoperta dell'antiprotone” |
| 1960 |          | Donald Arthur Glaser                   | Stati Uniti                  | “per l'invenzione della camera a bolle” |
| 1961 |          | Robert Hofstadter                      | Stati Uniti                  | “per i suoi studi pionieristici sullo scattering (diffusione) degli elettroni nei nuclei atomici e per le scoperte conseguenti sulla struttura dei nuclei atomici” |
| 1961 |          | Rudolf Ludwig Mössbauer                | Germania Ovest               | “per le sue ricerche riguardanti l'assorbimento della risonanza dei raggi gamma e la conseguente scoperta dell'effetto che porta il suo nome” (effetto Mössbauer) |
| 1962 |          | Lev Davidovič Landau                   | Unione Sovietica             | “per le sue teorie pionieristiche sulla materia condensata, in particolare sull'elio liquido” |
| 1963 |          | Eugene Paul Wigner                     | Ungheria / Stati Uniti       | “per i suoi contributi alla teoria del nucleo atomico e le particelle elementari, in particolare attraverso la scoperta e l'applicazione dei principi fondamentali di simmetria” |
| 1963 |          | Maria Goeppert-Mayer                   | Germania / Stati Uniti       | “per le loro scoperte riguardanti la struttura nucleare” |
| 1963 |          | Johannes Hans Daniel Jensen            | Germania Ovest               | “per le loro scoperte riguardanti la struttura nucleare” |
| 1964 |          | Charles Hard Townes                    | Stati Uniti                  | “per il lavoro fondamentale nel campo dell'elettronica quantistica, che ha portato alla costruzione di oscillatori e amplificatori basati sul principio maser-laser” |
| 1964 |          | Nikolaj Gennadievič Basov              | Unione Sovietica             | “per il lavoro fondamentale nel campo dell'elettronica quantistica, che ha portato alla costruzione di oscillatori e amplificatori basati sul principio maser-laser” |
| 1964 |          | Aleksandr Mikhajlovič Prokhorov        | Australia / Unione Sovietica | “per il lavoro fondamentale nel campo dell'elettronica quantistica, che ha portato alla costruzione di oscillatori e amplificatori basati sul principio maser-laser” |
| 1965 |          | Sin-Itiro Tomonaga                     | Giappone                     | “per il loro lavoro fondamentale nella elettrodinamica quantistica, con profonde conseguenze per la fisica delle particelle elementari” |
| 1965 |          | Julian Schwinger                       | Stati Uniti                  | “per il loro lavoro fondamentale nella elettrodinamica quantistica, con profonde conseguenze per la fisica delle particelle elementari” |
| 1965 |          | Richard Phillips Feynman               | Stati Uniti                  | “per il loro lavoro fondamentale nella elettrodinamica quantistica, con profonde conseguenze per la fisica delle particelle elementari” |
| 1966 |          | Alfred Kastler                         | Francia                      | “per la scoperta e lo sviluppo di metodi ottici per lo studio della risonanza hertziana negli atomi” |
| 1967 |          | Hans Albrecht Bethe                    | Germania / Stati Uniti       | “per i suoi contributi alla teoria delle reazioni nucleari, in particolare le sue scoperte riguardanti la produzione di energia nelle stelle” |
| 1968 |          | Luis Walter Álvarez                    | Stati Uniti                  | “per il suo contributo determinante alla fisica delle particelle elementari, in particolare, la scoperta di un gran numero di stati di risonanza, resa possibile attraverso il suo sviluppo della tecnica della camera a bolle con l'impiego di idrogeno e l'analisi dei dati”                                            |
| 1969 |          | Murray Gell-Mann                       | Stati Uniti                  | “per i suoi contributi e scoperte in materia di classificazione delle particelle elementari e le loro interazioni” (Eightfold way) |
| 1970 |          | Hannes Olof Gösta Alfvén               | Svezia                       | “per il lavoro fondamentale e le scoperte nel campo della magnetoidrodinamica con feconde applicazioni in diverse parti della fisica del plasma” |
| 1970 |          | Louis Eugène Félix Néel                | Francia                      | “per il lavoro fondamentale e le scoperte relative all'antiferromagnetismo e al ferromagnetismo che hanno portato a importanti applicazioni nella fisica dello stato solido” |
| 1971 |          | Dennis Gabor                           | Ungheria / Regno Unito       | “per la sua invenzione e lo sviluppo del metodo olografico” |
| 1972 |          | John Bardeen                           | Stati Uniti                  | “per aver sviluppato congiuntamente la teoria della superconduttività, di solito chiamata teoria BCS” |
| 1972 |          | Leon Neil Cooper                       | Stati Uniti                  | “per aver sviluppato congiuntamente la teoria della superconduttività, di solito chiamata teoria BCS” |
| 1972 |          | John Robert Schrieffer                 | Stati Uniti                  | “per aver sviluppato congiuntamente la teoria della superconduttività, di solito chiamata teoria BCS” |
| 1973 |          | Leo Esaki                              | Giappone / Stati Uniti       | “per le loro scoperte sperimentali riguardanti, rispettivamente, i fenomeni di tunneling nei semiconduttori e superconduttori” |
| 1973 |          | Ivar Giaever                           | Norvegia / Stati Uniti       | “per le loro scoperte sperimentali riguardanti, rispettivamente, i fenomeni di tunneling nei semiconduttori e superconduttori” |
| 1973 |          | Brian David Josephson                  | Regno Unito                  | “per le sue previsioni teoriche delle proprietà di una supercorrente attraverso una barriera a tunnel, in particolare quei fenomeni che sono generalmente noti come effetto Josephson” |
| 1974 |          | Martin Ryle                            | Regno Unito                  | “per la loro ricerca pionieristica nell'astrofisica radio: Ryle per le sue osservazioni e le invenzioni, in particolare la tecnica di sintesi d'apertura, e Hewish per il suo ruolo determinante nella scoperta delle pulsar”                                                                                             |
| 1974 |          | Antony Hewish                          | Regno Unito                  | “per la loro ricerca pionieristica nell'astrofisica radio: Ryle per le sue osservazioni e le invenzioni, in particolare la tecnica di sintesi d'apertura, e Hewish per il suo ruolo determinante nella scoperta delle pulsar”                                                                                             |
| 1975 |          | Aage Niels Bohr                        | Danimarca                    | “per la scoperta del collegamento tra moto collettivo e moto delle particelle nei nuclei atomici e lo sviluppo della teoria della struttura del nuclei atomici basato su questo collegamento” |
| 1975 |          | Ben Roy Mottelson                      | Danimarca / Stati Uniti      | “per la scoperta del collegamento tra moto collettivo e moto delle particelle nei nuclei atomici e lo sviluppo della teoria della struttura del nuclei atomici basato su questo collegamento” |
| 1975 |          | Leo James Rainwater                    | Stati Uniti                  | “per la scoperta del collegamento tra moto collettivo e moto delle particelle nei nuclei atomici e lo sviluppo della teoria della struttura del nuclei atomici basato su questo collegamento” |
| 1976 |          | Burton Richter                         | Stati Uniti                  | “per il loro lavoro pionieristico nella scoperta di una particella elementare pesante di un nuovo tipo” (il mesone J/ψ) |
| 1976 |          | Samuel Chao Chung Ting                 | Stati Uniti                  | “per il loro lavoro pionieristico nella scoperta di una particella elementare pesante di un nuovo tipo” (il mesone J/ψ) |
| 1977 |          | Philip Warren Anderson                 | Stati Uniti                  | “per le loro fondamentali indagini teoriche sulla struttura elettronica dei sistemi magnetici e disordinati” |
| 1977 |          | Nevill Francis Mott                    | Regno Unito                  | “per le loro fondamentali indagini teoriche sulla struttura elettronica dei sistemi magnetici e disordinati” |
| 1977 |          | John Hasbrouck van Vleck               | Stati Uniti                  | “per le loro fondamentali indagini teoriche sulla struttura elettronica dei sistemi magnetici e disordinati” |
| 1978 |          | Pyotr Leonidovich Kapitsa              | Unione Sovietica             | “per le sue invenzioni e scoperte basilari nel campo della fisica delle basse temperature” |
| 1978 |          | Arno Allan Penzias                     | Germania Ovest / Stati Uniti | “per la loro scoperta della radiazione cosmica di fondo a microonde” |
| 1978 |          | Robert Woodrow Wilson                  | Stati Uniti                  | “per la loro scoperta della radiazione cosmica di fondo a microonde” |
| 1979 |          | Sheldon Lee Glashow                    | Stati Uniti                  | “per i loro contributi alla teoria unificata dell'interazione debole ed elettromagnetica tra le particelle elementari, compresi, tra l'altro, la previsione della corrente debole neutra” |
| 1979 |          | Abdus Salam                            | Pakistan / Regno Unito       | “per i loro contributi alla teoria unificata dell'interazione debole ed elettromagnetica tra le particelle elementari, compresi, tra l'altro, la previsione della corrente debole neutra” |
| 1979 |          | Steven Weinberg                        | Stati Uniti                  | “per i loro contributi alla teoria unificata dell'interazione debole ed elettromagnetica tra le particelle elementari, compresi, tra l'altro, la previsione della corrente debole neutra” |
| 1980 |          | James Watson Cronin                    | Stati Uniti                  | “per la scoperta di violazioni dei principi fondamentali di simmetria e il decadimento dei mesoni K-neutro” (Simmetria CP) |
| 1980 |          | Val Logsdon Fitch                      | Stati Uniti                  | “per la scoperta di violazioni dei principi fondamentali di simmetria e il decadimento dei mesoni K-neutro” (Simmetria CP) |
| 1981 |          | Nicolaas Bloembergen                   | Paesi Bassi / Stati Uniti    | “per il loro contributo allo sviluppo della spettroscopia laser” |
| 1981 |          | Arthur Leonard Schawlow                | Stati Uniti                  | “per il loro contributo allo sviluppo della spettroscopia laser” |
| 1981 |          | Kai Manne Börje Siegbahn               | Svezia                       | “per il suo contributo allo sviluppo di spettroscopia degli elettroni ad alta risoluzione” |
| 1982 |          | Kenneth Geddes Wilson                  | Stati Uniti                  | “per la sua teoria dei fenomeni critici in relazione alla fase di transizione” |
| 1983 |          | Subrahmanyan Chandrasekhar             | India / Stati Uniti          | “per i suoi studi teorici dei processi fisici che danno origine alla struttura ed evoluzione delle stelle” (Limite di Chandrasekhar) |
| 1983 |          | William Alfred Fowler                  | Stati Uniti                  | “per i suoi studi teorici e sperimentali sulle reazioni nucleari che danno origine agli elementi chimici nell'universo” |
| 1984 |          | Carlo Rubbia                           | Italia                       | “per il loro contributo decisivo al grande progetto, che ha portato alla scoperta delle particelle W e Z, comunicatori di interazione debole” |
| 1984 |          | Simon van der Meer                     | Paesi Bassi                  | “per il loro contributo decisivo al grande progetto, che ha portato alla scoperta delle particelle W e Z, comunicatori di interazione debole” |
| 1985 |          | Klaus von Klitzing                     | Germania Ovest               | “per la scoperta dell'effetto Hall quantistico” |
| 1986 |          | Ernst Ruska                            | Germania Ovest               | “per il suo lavoro fondamentale nell'ottica elettronica, e per la progettazione del primo microscopio elettronico” |
| 1986 |          | Gerd Binnig                            | Germania Ovest               | “per la loro progettazione del microscopio a scansione per effetto tunnel” |
| 1986 |          | Heinrich Rohrer                        | Svizzera                     | “per la loro progettazione del microscopio a scansione per effetto tunnel” |
| 1987 |          | Johannes Georg Bednorz                 | Germania Ovest               | “per il loro importante passo avanti nella scoperta della superconduttività nei materiali ceramici” |
| 1987 |          | Karl Alexander Müller                  | Svizzera                     | “per il loro importante passo avanti nella scoperta della superconduttività nei materiali ceramici” |
| 1988 |          | Leon Max Lederman                      | Stati Uniti                  | “per il metodo del fascio di neutrini e la dimostrazione della struttura doppia dei leptoni attraverso la scoperta del neutrino muonico” |
| 1988 |          | Melvin Schwartz                        | Stati Uniti                  | “per il metodo del fascio di neutrini e la dimostrazione della struttura doppia dei leptoni attraverso la scoperta del neutrino muonico” |
| 1988 |          | Jack Steinberger                       | Germania Ovest / Svizzera    | “per il metodo del fascio di neutrini e la dimostrazione della struttura doppia dei leptoni attraverso la scoperta del neutrino muonico” |
| 1989 |          | Norman Foster Ramsey                   | Stati Uniti                  | “per l'invenzione del metodo dei campi oscillatori separati e il suo utilizzo nel maser ad idrogeno e in altri orologi atomici” |
| 1989 |          | Hans Georg Dehmelt                     | Germania Ovest               | “per lo sviluppo della tecnica della trappola ionica” |
| 1989 |          | Wolfgang Paul                          | Germania Ovest               | “per lo sviluppo della tecnica della trappola ionica” |
| 1990 |          | Jerome Isaac Friedman                  | Stati Uniti                  | “per le loro indagini pionieristiche relative alla diffusione inelastica profonda degli elettroni sui protoni e sui collegati neutroni, che sono state di fondamentale importanza per lo sviluppo del modello a quark e la fisica delle particelle”                                                                       |
| 1990 |          | Henry Way Kendall                      | Stati Uniti                  | “per le loro indagini pionieristiche relative alla diffusione inelastica profonda degli elettroni sui protoni e sui collegati neutroni, che sono state di fondamentale importanza per lo sviluppo del modello a quark e la fisica delle particelle”                                                                       |
| 1990 |          | Richard Edward Taylor                  | Canada / Stati Uniti         | “per le loro indagini pionieristiche relative alla diffusione inelastica profonda degli elettroni sui protoni e sui collegati neutroni, che sono state di fondamentale importanza per lo sviluppo del modello a quark e la fisica delle particelle”                                                                       |
| 1991 |          | Pierre-Gilles de Gennes                | Francia                      | “per aver scoperto che i metodi sviluppati per lo studio di ordinari fenomeni in sistemi semplici possono essere generalizzati a forme più complesse di materia, in particolare a cristalli liquidi e polimeri” |
| 1992 |          | Georges Charpak                        | Polonia / Francia            | “per la sua invenzione e lo sviluppo di rivelatori di particelle, in particolare la camera proporzionale a multifili” |
| 1993 |          | Russell Alan Hulse                     | Stati Uniti                  | “per la scoperta di un nuovo tipo di pulsar, una scoperta che ha aperto nuove possibilità per lo studio della gravitazione” (PSR B1913+16) |
| 1993 |          | Joseph Hooton Taylor                   | Stati Uniti                  | “per la scoperta di un nuovo tipo di pulsar, una scoperta che ha aperto nuove possibilità per lo studio della gravitazione” (PSR B1913+16) |
| 1994 |          | Bertram Brockhouse                     | Canada                       | “per lo sviluppo della spettroscopia dei neutroni” e “per i contributi pionieristici allo sviluppo delle tecniche di scattering dei neutroni per gli studi della materia condensata” |
| 1994 |          | Clifford Glenwood Shull                | Stati Uniti                  | “per lo sviluppo della tecnica di diffrazione dei neutroni" e "per i contributi pionieristici allo sviluppo delle tecniche di scattering dei neutroni per gli studi della materia condensata” |
| 1995 |          | Martin Lewis Perl                      | Stati Uniti                  | “per la scoperta del leptone tau" e "per i contributi pionieristici sperimentali alla fisica del leptone” |
| 1995 |          | Frederick Reines                       | Stati Uniti                  | “per la rilevazione del neutrino", e "per i contributi pionieristici sperimentali alla fisica del leptone” |
| 1996 |          | David Morris Lee                       | Stati Uniti                  | “per la loro scoperta della superfluidità nell'elio-3” |
| 1996 |          | Douglas Dean Osheroff                  | Stati Uniti                  | “per la loro scoperta della superfluidità nell'elio-3” |
| 1996 |          | Robert Coleman Richardson              | Stati Uniti                  | “per la loro scoperta della superfluidità nell'elio-3” |
| 1997 |          | Steven Chu                             | Stati Uniti                  | “per lo sviluppo di metodi per raffreddare e intrappolare gli atomi con luce laser” (raffreddamento laser) |
| 1997 |          | Claude Cohen-Tannoudji                 | Algeria / Francia            | “per lo sviluppo di metodi per raffreddare e intrappolare gli atomi con luce laser” (raffreddamento laser) |
| 1997 |          | William Daniel Phillips                | Stati Uniti                  | “per lo sviluppo di metodi per raffreddare e intrappolare gli atomi con luce laser” (raffreddamento laser) |
| 1998 |          | Robert Betts Laughlin                  | Stati Uniti                  | “per la scoperta di una nuova forma di fluido quantistico attraverso eccitazioni caricate frazionalmente” |
| 1998 |          | Horst Ludwig Störmer                   | Germania / Stati Uniti       | “per la scoperta di una nuova forma di fluido quantistico attraverso eccitazioni caricate frazionalmente” |
| 1998 |          | Daniel Chee Tsui                       | Cina / Stati Uniti           | “per la scoperta di una nuova forma di fluido quantistico attraverso eccitazioni caricate frazionalmente” |
| 1999 |          | Gerardus 't Hooft                      | Paesi Bassi                  | “per aver spiegato la struttura quantistica dell'interazione elettrodebole nella fisica” |
| 1999 |          | Martinus Justinus Godefriedus Veltman  | Paesi Bassi                  | “per aver spiegato la struttura quantistica dell'interazione elettrodebole nella fisica” |
| 2000 |          | Zhores Ivanovich Alferov               | Bielorussia / Russia         | “per lo sviluppo delle eterostrutture dei semiconduttori utilizzate nell'elettronica ad alta velocità e nell'optoelettronica” e “per il lavoro di base nella tecnologia dell'informazione e della comunicazione” |
| 2000 |          | Herbert Kroemer                        | Germania                     | “per lo sviluppo delle eterostrutture dei semiconduttori utilizzate nell'elettronica ad alta velocità e nell'optoelettronica” e “per il lavoro di base nella tecnologia dell'informazione e della comunicazione” |
| 2000 |          | Jack St. Clair Kilby                   | Stati Uniti                  | “per il suo ruolo nell'invenzione del circuito integrato” e “per il lavoro di base nella tecnologia dell'informazione e della comunicazione” |
| 2001 |          | Eric Allin Cornell                     | Stati Uniti                  | “per la realizzazione della condensazione di Bose-Einstein in gas diluiti di atomi alcalini, e per i primi fondamentali studi sulle proprietà dei condensati” |
| 2001 |          | Carl Edwin Wieman                      | Stati Uniti                  | “per la realizzazione della condensazione di Bose-Einstein in gas diluiti di atomi alcalini, e per i primi fondamentali studi sulle proprietà dei condensati” |
| 2001 |          | Wolfgang Ketterle                      | Germania                     | “per la realizzazione della condensazione di Bose-Einstein in gas diluiti di atomi alcalini, e per i primi fondamentali studi sulle proprietà dei condensati” |
| 2002 |          | Raymond Davis Jr.                      | Stati Uniti                  | “per i contributi pionieristici all'astrofisica, e in particolare per l'individuazione dei neutrini cosmici” |
| 2002 |          | Masatoshi Koshiba                      | Giappone                     | “per i contributi pionieristici all'astrofisica, e in particolare per l'individuazione dei neutrini cosmici” |
| 2002 |          | Riccardo Giacconi                      | Italia / Stati Uniti         | “per i contributi pionieristici all'astrofisica, che hanno portato alla scoperta di sorgenti cosmiche di raggi X” |
| 2003 |          | Aleksej Alekseevič Abrikosov           | Russia / Stati Uniti         | “per i contributi pionieristici alla teoria dei superconduttori e superfluidi” |
| 2003 |          | Vitalij Lazarevič Ginzburg             | Russia                       | “per i contributi pionieristici alla teoria dei superconduttori e superfluidi” |
| 2003 |          | Anthony James Leggett                  | Regno Unito / Stati Uniti    | “per i contributi pionieristici alla teoria dei superconduttori e superfluidi” |
| 2004 |          | David Gross                            | Stati Uniti                  | “per la scoperta della libertà asintotica e della teoria dell'interazione forte” |
| 2004 |          | Hugh David Politzer                    | Stati Uniti                  | “per la scoperta della libertà asintotica e della teoria dell'interazione forte” |
| 2004 |          | Frank Wilczek                          | Stati Uniti                  | “per la scoperta della libertà asintotica e della teoria dell'interazione forte” |
| 2005 |          | Roy J. Glauber                         | Stati Uniti                  | “per il suo contributo alla teoria quantistica della coerenza ottica” |
| 2005 |          | John L. Hall                           | Stati Uniti                  | “per il loro contributo allo sviluppo della spettroscopia di precisione basata sui laser, in particolare per la tecnica del pettine di frequenze ottiche” |
| 2005 |          | Theodor Wolfgang Hänsch                | Germania                     | “per il loro contributo allo sviluppo della spettroscopia di precisione basata sui laser, in particolare per la tecnica del pettine di frequenze ottiche” |
| 2006 |          | John Cromwell Mather                   | Stati Uniti                  | “per la scoperta delle anisotropie del corpo nero presenti nella radiazione cosmica di fondo” |
| 2006 |          | George Fitzgerald Smoot                | Stati Uniti                  | “per la scoperta delle anisotropie del corpo nero presenti nella radiazione cosmica di fondo” |
| 2007 |          | Albert Fert                            | Francia                      | “per la scoperta della magnetoresistenza gigante” |
| 2007 |          | Peter Grünberg                         | Germania                     | “per la scoperta della magnetoresistenza gigante” |
| 2008 |          | Yoichiro Nambu                         | Giappone / Stati Uniti       | “per la scoperta del meccanismo della rottura spontanea di simmetria nella fisica subatomica” |
| 2008 |          | Makoto Kobayashi                       | Giappone                     | “per la scoperta dell'origine della simmetria rotta che predice l'esistenza di almeno tre famiglie di quark in natura” |
| 2008 |          | Toshihide Maskawa                      | Giappone                     | “per la scoperta dell'origine della simmetria rotta che predice l'esistenza di almeno tre famiglie di quark in natura” |
| 2009 |          | Charles K. Kao                         | Cina / Regno Unito           | “per il pionieristico progresso riguardante la trasmissione di luce in fibre ottiche per la comunicazione” |
| 2009 |          | Willard S. Boyle                       | Canada / Stati Uniti         | “per l'invenzione di un circuito semiconduttore per la raccolta di immagini - il CCD” |
| 2009 |          | George E. Smith                        | Stati Uniti                  | “per l'invenzione di un circuito semiconduttore per la raccolta di immagini - il CCD” |
| 2010 |          | Andre Geim                             | Regno Unito / Paesi Bassi    | “per i pionieristici esperimenti riguardanti il materiale bi-dimensionale grafene” |
| 2010 |          | Konstantin Novoselov                   | Russia / Regno Unito         | “per i pionieristici esperimenti riguardanti il materiale bi-dimensionale grafene” |
| 2011 |          | Saul Perlmutter                        | Stati Uniti                  | “per la scoperta dell'accelerazione dell'espansione dell'universo attraverso lo studio delle lontane supernovae” |
| 2011 |          | Brian P. Schmidt                       | Stati Uniti / Australia      | “per la scoperta dell'accelerazione dell'espansione dell'universo attraverso lo studio delle lontane supernovae” |
| 2011 |          | Adam Riess                             | Stati Uniti                  | “per la scoperta dell'accelerazione dell'espansione dell'universo attraverso lo studio delle lontane supernovae” |
| 2012 |          | Serge Haroche                          | Francia                      | “per i pionieristici esperimenti che consentono di misurare la manipolazione dei singoli sistemi quantistici” |
| 2012 |          | David Wineland                         | Stati Uniti                  | “per i pionieristici esperimenti che consentono di misurare la manipolazione dei singoli sistemi quantistici” |
| 2013 |          | François Englert                       | Belgio                       | “per la scoperta teorica di un meccanismo che contribuisce alla nostra comprensione dell'origine della massa delle particelle subatomiche, e che è stato confermato recentemente attraverso la scoperta della particella fondamentale prevista, da parte degli esperimenti ATLAS e CMS al Large Hadron Collider del CERN” |
| 2013 |          | Peter Higgs                            | Regno Unito                  | “per la scoperta teorica di un meccanismo che contribuisce alla nostra comprensione dell'origine della massa delle particelle subatomiche, e che è stato confermato recentemente attraverso la scoperta della particella fondamentale prevista, da parte degli esperimenti ATLAS e CMS al Large Hadron Collider del CERN” |
| 2014 |          | Isamu Akasaki                          | Giappone                     | “per l'invenzione del LED blu efficiente, che ha reso possibile la produzione di luminose sorgenti di luce bianca a risparmio energetico” |
| 2014 |          | Hiroshi Amano                          | Giappone                     | “per l'invenzione del LED blu efficiente, che ha reso possibile la produzione di luminose sorgenti di luce bianca a risparmio energetico” |
| 2014 |          | Shūji Nakamura                         | Giappone / Stati Uniti       | “per l'invenzione del LED blu efficiente, che ha reso possibile la produzione di luminose sorgenti di luce bianca a risparmio energetico” |
| 2015 |          | Takaaki Kajita                         | Giappone                     | “per la scoperta delle oscillazioni del neutrino che mostrano che il neutrino ha massa” |
| 2015 |          | Arthur McDonald                        | Canada                       | “per la scoperta delle oscillazioni del neutrino che mostrano che il neutrino ha massa” |
| 2016 |          | David Thouless                         | Regno Unito / Stati Uniti    | “per le scoperte teoriche di transizioni di fase topologiche e fasi topologiche della materia” |
| 2016 |          | Duncan Haldane                         | Regno Unito / Stati Uniti    | “per le scoperte teoriche di transizioni di fase topologiche e fasi topologiche della materia” |
| 2016 |          | John Michael Kosterlitz                | Regno Unito / Stati Uniti    | “per le scoperte teoriche di transizioni di fase topologiche e fasi topologiche della materia” |
| 2017 |          | Rainer Weiss                           | Germania / Stati Uniti       | “per i decisivi contributi al rivelatore LIGO e l'osservazione delle onde gravitazionali” |
| 2017 |          | Barry C. Barish                        | Stati Uniti                  | “per i decisivi contributi al rivelatore LIGO e l'osservazione delle onde gravitazionali” |
| 2017 |          | Kip S. Thorne                          | Stati Uniti                  | “per i decisivi contributi al rivelatore LIGO e l'osservazione delle onde gravitazionali” |
| 2018 |          | Arthur Ashkin                          | Stati Uniti                  | “per invenzioni rivoluzionarie nel campo della fisica del laser” |
| 2018 |          | Gérard Mourou                          | Francia / Stati Uniti        | “per invenzioni rivoluzionarie nel campo della fisica del laser” |
| 2018 |          | Donna Strickland                       | Canada                       | “per invenzioni rivoluzionarie nel campo della fisica del laser” |
| 2019 |          | James Peebles                          | Canada / Stati Uniti         | “per le scoperte teoriche nella cosmologia fisica” |
| 2019 |          | Michel Mayor                           | Svizzera                     | “per la scoperta di un esopianeta che orbita attorno ad una stella di tipo solare” |
| 2019 |          | Didier Queloz                          | Svizzera / Regno Unito       | “per la scoperta di un esopianeta che orbita attorno ad una stella di tipo solare” |
| 2020 |          | Roger Penrose                          | Regno Unito                  | “per la scoperta che la formazione dei buchi neri è una robusta previsione della teoria della relatività generale.” |
| 2020 |          | Reinhard Genzel                        | Germania                     | “per la scoperta di un oggetto compatto supermassiccio al centro della nostra galassia.” |
| 2020 |          | Andrea Ghez                            | Stati Uniti                  | “per la scoperta di un oggetto compatto supermassiccio al centro della nostra galassia.” |
| 2021 |          | Syukuro Manabe                         | Giappone / Stati Uniti       | “per la modellizzazione fisica del clima terrestre, quantificando la variabilità e prevedendo in modo affidabile il riscaldamento globale.” |
| 2021 |          | Klaus Hasselmann                       | Germania                     | “per la modellizzazione fisica del clima terrestre, quantificando la variabilità e prevedendo in modo affidabile il riscaldamento globale.” |
| 2021 |          | Giorgio Parisi                         | Italia                       | “per la scoperta dell'interazione tra disordine e fluttuazioni nei sistemi fisici dalla scala atomica a quella planetaria.” |
| 2022 |          | Alain Aspect                           | Francia                      | “per esperimenti con fotoni entangled, stabilendo la violazione delle disuguaglianze di Bell e aprendo la strada alla scienza dell'informazione quantistica” |
| 2022 |          | John Clauser                           | Stati Uniti                  | “per esperimenti con fotoni entangled, stabilendo la violazione delle disuguaglianze di Bell e aprendo la strada alla scienza dell'informazione quantistica” |
| 2022 |          | Anton Zeilinger                        | Austria                      | “per esperimenti con fotoni entangled, stabilendo la violazione delle disuguaglianze di Bell e aprendo la strada alla scienza dell'informazione quantistica” |
| 2023 |          | Pierre Agostini                        | Francia / Stati Uniti        | “per metodi sperimentali che generano impulsi di luce ad attosecondi per lo studio della dinamica degli elettroni nella materia” |
| 2023 |          | Ferenc Krausz                          | Ungheria / Austria           | “per metodi sperimentali che generano impulsi di luce ad attosecondi per lo studio della dinamica degli elettroni nella materia” |
| 2023 |          | Anne L'Huillier                        | Francia                      | “per metodi sperimentali che generano impulsi di luce ad attosecondi per lo studio della dinamica degli elettroni nella materia” |
| 2024 |          | John Hopfield                          | Stati Uniti                  | “per scoperte e invenzioni fondamentali che consentono l'apprendimento automatico con reti neurali artificiali” |
| 2024 |          | Geoffrey Hinton                        | Regno Unito / Canada         | “per scoperte e invenzioni fondamentali che consentono l'apprendimento automatico con reti neurali artificiali” |

Fonte: Nobelprize.org - Premi Nobel per la fisica

## Statistiche

### Numero di vincitori per paese
Vengono considerati i paesi in cui sono nati i singoli vincitori.
| Nazione                   | Numero di premi |
| ------------------------- | --------------- |
| Stati Uniti               | 105             |
| Germania                  | 36              |
| Regno Unito               | 31              |
| Francia                   | 19              |
| Giappone                  | 12              |
| Russia / Unione Sovietica | 11              |
| Paesi Bassi               | 10              |
| Svizzera                  | 8               |
| Austria                   | 6               |
| Italia                    | 6               |
| Canada                    | 5               |
| Svezia                    | 4               |
| Cina                      | 4               |
| Danimarca                 | 3               |
| Ungheria                  | 3               |
| Australia                 | 2               |
| India                     | 2               |
| Polonia                   | 2               |
| Algeria                   | 1               |
| Bielorussia               | 1               |
| Rep. Ceca                 | 1               |
| Lussemburgo               | 1               |
| Norvegia                  | 1               |
| Irlanda                   | 1               |
| Belgio                    | 1               |
| Pakistan                  | 1               |

### Numero di vincitori per genere
| Genere | Numero di premi |
| ------ | --------------- |
| Uomini | 216             |
| Donne  | 5               |